# Midnight Hour
„Midnight Hour” – singel niemieckiej piosenkarki C.C. Catch wydany w 1989 roku przez wytwórnię Metronome. Utwór jest coverem nagrania Cindy Valentine pod tym samym tytułem. W produkcję tego nagrania zaangażowany był Andy Taylor (członek grupy Duran Duran). Singel promował szósty album wokalistki pt. Hear What I Say.

## Lista utworów

### Wydanie na 7"[1]
A. „Midnight Hour” – 3:58
B. „Midnight Hour (7" Dub Version)” – 3:56

### Wydanie na 12"[2]
A. „Midnight Hour” – 6:58
B1. „Midnight Hour (Dub Version)” – 7:05
B2. „Midnight Hour (7" Version)” – 3:58
- Wersja (7" Version) to wersja z wydania na 7".

### Wydanie na CD[3]
1. „Midnight Hour” – 6:58
2. „Midnight Hour (Dub Version)” – 7:05
3. „Midnight Hour (7" Version)” – 3:58
- Wersja (7" Version) to wersja z wydania na 7".

## Autorzy[4]
- Muzyka: Cindy Valentine, Tony Green
- Autor tekstów: Cindy Valentine, Tony Green
- Śpiew: C.C. Catch
- Producent: Andy Taylor
- Współproducent: David Clayton, Jo Dworniak
- Remiks: Keith Cohen